# Beta Ethniki 1960-1961
La Beta Ethniki 1960-1961 è la 2ª edizione del campionato greco di calcio di secondo livello.

## Girone Atene

### Squadre partecipanti
| Squadra                 | Città            |
| ----------------------- | ---------------- |
| Apollon Kalamata        | Calamata         |
| Asteras Atene           | Atene            |
| Atromītos               | Peristeri        |
| Egaleo                  | Egaleo           |
| Īrodotos                | Nea Alikarnassos |
| OFI Creta               | Candia           |
| Panachaïkī              | Patrasso         |
| Prasina Poulia Kalamata | Calamata         |
| Thyella Patrasso        | Patrasso         |

### Classifica
|  | Pos. | Squadra                 | Pt | G | V | N | P | GF | GS | DR  |
|  | ---- | ----------------------- | -- | - | - | - | - | -- | -- | --- |
|  | 1.   | Egaleo                  | 42 | ? | ? | ? | ? | 31 | 13 | +18 |
|  | 2.   | Panachaïkī              | 41 | ? | ? | ? | ? | 27 | 10 | +17 |
|  | 3.   | OFI Creta               | 37 | ? | ? | ? | ? | 30 | 15 | +15 |
|  | 4.   | Thyella Patrasso        | 37 | ? | ? | ? | ? | 24 | 16 | +8  |
|  | 5.   | Atromītos               | 32 | ? | ? | ? | ? | 30 | 20 | +10 |
|  | 6.   | Asteras Atene           | 29 | ? | ? | ? | ? | 16 | 21 | -5  |
|  | 7.   | Prasina Poulia Kalamata | 26 | ? | ? | ? | ? | 21 | 33 | -12 |
|  | 8.   | Apollon Kalamata        | 22 | ? | ? | ? | ? | 18 | 37 | -19 |
|  | 9.   | Īrodotos                | 22 | ? | ? | ? | ? | 13 | 45 | -32 |

Legenda:

      Ammesso al girone finale

## Girone Il Pireo

### Squadre partecipanti
| Squadra             | Città    |
| ------------------- | -------- |
| Chalkidona          | Nikea    |
| Diagoras            | Rodi     |
| Olympiakos Chalkida | Calcide  |
| Pallevadiaki        | Livadeia |
| Panelefsiniakos     | Eleusi   |
| Pankorinthiakos     | Corinto  |
| Pannafpliakos       | Nauplia  |
| Rodiakos            | Rodi     |
| Vyzas               | Megara   |

### Classifica
|  | Pos. | Squadra             | Pt | G | V | N | P | GF | GS | DR  |
|  | ---- | ------------------- | -- | - | - | - | - | -- | -- | --- |
|  | 1.   | Panelefsiniakos     | 44 | ? | ? | ? | ? | 40 | 17 | +23 |
|  | 2.   | Olympiakos Chalkida | 43 | ? | ? | ? | ? | 31 | 12 | +19 |
|  | 3.   | Diagoras            | 32 | ? | ? | ? | ? | 20 | 23 | -3  |
|  | 4.   | Pannafpliakos       | 30 | ? | ? | ? | ? | 25 | 24 | +1  |
|  | 5.   | Rodiakos            | 29 | ? | ? | ? | ? | 15 | 22 | -7  |
|  | 6.   | Vyzas               | 28 | ? | ? | ? | ? | 21 | 27 | -6  |
|  | 7.   | Pallevadiaki        | 28 | ? | ? | ? | ? | 22 | 32 | -10 |
|  | 8.   | Chalkidona          | 27 | ? | ? | ? | ? | 14 | 24 | -10 |
|  | 9.   | Pankorinthiakos     | 27 | ? | ? | ? | ? | 22 | 29 | -7  |

Legenda:

      Ammesso al girone finale

## Girone Centro

### Squadre partecipanti
| Squadra                   | Città      |
| ------------------------- | ---------- |
| Aris Larissa              | Larissa    |
| Aris Ptolemaida           | Ptolemaida |
| Larisaïkos                | Larissa    |
| Megas Alexandros Katerini | Katerini   |
| Nikī Volo                 | Volos      |
| Olimpo Katerini           | Katerini   |
| Olympiakos Kozani         | Kozani     |
| Olympiakos Lamia          | Lamia      |
| Olympiakos Volos          | Volos      |
| Pallamiaki                | Lamia      |

### Classifica
|  | Pos. | Squadra                   | Pt | G | V | N | P | GF | GS | DR  |
|  | ---- | ------------------------- | -- | - | - | - | - | -- | -- | --- |
|  | 1.   | Nikī Volo                 | 48 | ? | ? | ? | ? | 49 | 10 | +39 |
|  | 2.   | Olympiakos Kozani         | 46 | ? | ? | ? | ? | 31 | 11 | +20 |
|  | 3.   | Megas Alexandros Katerini | 43 | ? | ? | ? | ? | 36 | 25 | +11 |
|  | 4.   | Olimpo Katerini           | 40 | ? | ? | ? | ? | 35 | 23 | +12 |
|  | 5.   | Pallamiaki                | 38 | ? | ? | ? | ? | 34 | 36 | -2  |
|  | 6.   | Aris Ptolemaida           | 34 | ? | ? | ? | ? | 36 | 36 | 0   |
|  | 7.   | Olympiakos Volos          | 31 | ? | ? | ? | ? | 30 | 40 | -10 |
|  | 8.   | Larisaïkos                | 29 | ? | ? | ? | ? | 20 | 40 | -20 |
|  | 9.   | Olympiakos Lamia          | 26 | ? | ? | ? | ? | 13 | 29 | -16 |
|  | 10.  | Aris Larissa              | 21 | ? | ? | ? | ? | 11 | 45 | -34 |

Legenda:

      Ammesso al girone finale

## Girone Nord

### Squadre partecipanti
| Squadra                    | Città     |
| -------------------------- | --------- |
| Apollon Serron             | Serres    |
| Aspis Xanthi               | Xanthi    |
| Elpida Drama               | Drama     |
| Filippi Kavala             | Kavala    |
| Iraklis Serron             | Serres    |
| Makedonikos                | Neapoli   |
| Megas Alexandros Salonicco | Salonicco |
| MENT                       | Salonicco |
| Orfeas Xanthi              | Xanthi    |

### Classifica
|  | Pos. | Squadra                    | Pt | G | V | N | P | GF | GS | DR  |
|  | ---- | -------------------------- | -- | - | - | - | - | -- | -- | --- |
|  | 1.   | Aspis Xanthi               | 39 | ? | ? | ? | ? | 27 | 13 | +14 |
|  | 2.   | Makedonikos                | 39 | ? | ? | ? | ? | 38 | 16 | +12 |
|  | 3.   | Iraklis Serron             | 36 | ? | ? | ? | ? | 23 | 12 | +11 |
|  | 4.   | Apollon Serron             | 36 | ? | ? | ? | ? | 27 | 16 | +11 |
|  | 5.   | Orfeas Xanthi              | 32 | ? | ? | ? | ? | 20 | 30 | -10 |
|  | 6.   | Elpida Drama               | 31 | ? | ? | ? | ? | 19 | 24 | -5  |
|  | 7.   | Filippi Kavala             | 27 | ? | ? | ? | ? | 11 | 20 | -9  |
|  | 8.   | Megas Alexandros Salonicco | 24 | ? | ? | ? | ? | 13 | 33 | -20 |
|  | 9.   | MENT                       | 24 | ? | ? | ? | ? | 7  | 21 | -14 |

Legenda:

      Ammesso al girone finale

### Spareggio per il primo posto
| Squadra 1    | Risultato | Squadra 2   |
| ------------ | --------- | ----------- |
| Aspis Xanthi | 2 – 1     | Makedonikos |

## Girone finale
Classifica
|  | Pos. | Squadra         | Pt | G | V | N | P | GF | GS | DR |
|  | ---- | --------------- | -- | - | - | - | - | -- | -- | -- |
|  | 1.   | Nikī Volo       | 13 | 6 | 3 | 1 | 2 | 12 | 4  | +8 |
|  | 2.   | Egaleo          | 13 | 6 | 3 | 1 | 2 | 7  | 7  | 0  |
|  | 3.   | Panelefsiniakos | 11 | 6 | 2 | 1 | 3 | 4  | 7  | -3 |
|  | 4.   | Aspis Xanthi    | 11 | 6 | 2 | 1 | 3 | 5  | 10 | -5 |

Legenda:

      Promosse in Alpha Ethniki 1961-1962
|                 | Νik | Ega | Pan | Asp |
| --------------- | --- | --- | --- | --- |
| Νiki Volos      |     | 4–1 | 3–0 | 4–0 |
| Egaleo          | 2–1 |     | 0–0 | 3–0 |
| Panelefsiniakos | 1–0 | 0–1 |     | 2–0 |
| Aspis Xanthi    | 0–0 | 2–0 | 3–1 |     |

### Spareggio per il terzo posto
| Squadra 1    | Risultato | Squadra 2       |
| ------------ | --------- | --------------- |
| Aspis Xanthi | 1 – 1     | Panelefsiniakos |